# Pew Research Center
Il Pew Research Center (Centro di ricerca Pew) è un centro studi statunitense con sede a Washington che fornisce informazioni su problemi sociali, opinione pubblica, andamenti demografici sugli Stati Uniti ed il mondo in generale.
Conduce sondaggi tra l'opinione pubblica, ricerche demografiche, analisi sul contenuto dei media, e altre ricerche nel campo delle scienze sociali empiriche.
Non prende esplicitamente posizioni politiche. È una sussidiaria della Pew Charitable Trusts.